# Stipa endotricha
Stipa endotricha är en gräsart som beskrevs av Jan Otakar Martinovský. Stipa endotricha ingår i släktet fjädergrässläktet, och familjen gräs. Inga underarter finns listade i Catalogue of Life.